# آبشوران (مجموعه‌داستان)
آبشوران مجموعه‌ای‌ست از ۱۲ داستان کوتاه نوشتهٔ «علی‌اشرف درویشیان» که نخستین بار در سال ۱۳۵۳ منتشر شد. این داستان‌ها نیز چون سایر آثار نویسنده، با رویکردی واقع‌گرایانه تألیف شده‌اند و درویشیان سعی کرده تا به شیوهٔ همیشگی خود، با تمرکز بر زندگی آدم‌های فرودست و حاشیه‌ای اجتماع، نوعی نقد سیاسی/اجتماعی را نیز در پس داستان‌های خود ارائه کند.
نسخهٔ صوتی کتاب آبشوران، در سال ۱۳۹۴ بر اساس نسخه نشر چشمه، توسط ناشر صوتی «آوانامه» منتشر شد.

## ترجمه به زبان‌های دیگر
مجموعهٔ داستانی آبشوران توسط مترجم و استاد زبان و ادبیات فارسی در کشور مغرب، احمد موسی به زبان عربی ترجمه شده، و به همت انتشارات روافد در کشور مصر در سال ۲۰۱۶ منتشر شده است.

### بخشی از ترجمه عربی
كان هاجس يوم السبت يجثم على صدري. كل تلك التمارين وجدول الضرب والمعلم السّمج، وصوت بائع اللبن المتجوّل في الزقاق. لماذا لم يكن ثمة من يحبنا؟ لكنه كان. إنها صغار الهررة التي كنا نأخذها ليلاً، خفية، إلى أماكننا، فتلحس أيادينا وتخرخر لنا، لكن ما أن نغفل عنها حتى تذهب وتعضّ رجلي بابا وتلحسهما، فكان يطوّح بها في الساحة.

## دربارهٔ کتاب
در این کتاب معضلات طبقهٔ پرولتاریای ایران در دوران حکومت شاهنشاهی بازنمایی می‌شود. در این اثر که تمامی داستان‌ها به هم مرتبط اما مستقل هستند نویسنده به طرز تلخی نسبت به فقر، اختلاف طبقاتی، بی‌سوادی، فقر فرهنگی، خرافات، لاابالی‌گری، تضاد جنسیتی، مردسالاری و ضدیت دین با علم به چالش کشیده می‌شود. به دلیل دید واقع‌گرایانه نویسنده اثر، خواننده به طرز عجیبی با شخصیت داستان همذات‌پنداری می‌کند.
نویسنده در بسیاری از آثارش از جمله در آبشوران، به بازنویسی زندگی خودش می‌پردازد. کتاب «آبشوران» در سال‌های پیش از انقلاب، نخستین بار، با نام مستعار «لطیف تلخستانی» به عنوان نویسنده منتشر شده است.
فقر در دنیای این داستان‌ها یک موقعیت است. موقعیتی که شخصیت‌های داستان محکوم به زندگی در آن هستند و نمی‌توانند از آن فرار کنند. مرگ برای این آدم‌ها فرار به جایی است که گرچه نمی‌دانیم، اما احساس می‌کنیم نمی‌تواند از این‌جایی که هستند بدتر باشد.

## خلاصه داستان
در این کتاب در قالب ۱۲ داستان کوتاه به هم پیوسته، نویسنده از زبان اول شخص زندگی فردی به نام اشرف (احتمالاً خودِ نویسنده) و خانواده اش را تعریف می‌کند. این خانواده در محله آبشوران و در کنار رودخانه‌ای به‌همین نام زندگی می‌کنند. خانواده‌ای فقیری هستند که افراد خانواده‌اش مذهبی اما خرافاتی هستند. اشرف دو برادر و یک خواهر کوچک دارد و بعدها فرزند پسر دیگری نیز به خانواده‌شان اضافه می‌شود. اشرف در قالب این داستان به فلاکت‌های خانواده خود می‌پردازد…

## بخشی از کتاب
بعد از ظهر پنجشنبه بود؛ مثل همهٔ پنجشنبه‌ها خاموش و دلگیر و کمی هم خوشی تعطیلی جمعه. اواخر پاییز بود. اتاق هنوز نم داشت. یک هفته پیش سیل آمده بود. بابام زیر کرسی خوابیده بود. آفتاب روی دیوار کاهگلی حیاط رنگ می‌باخت؛ دلم می‌خواست آفتاب نرود. هیچ وقت نرود و مشق‌هایم خود به خود نوشته بشوند و بابام از خواب بیدار نشود: هر وقت بلند می‌شد، بهانه می‌گرفت و کتکمان می‌زد. دلهرهٔ شنبه در دلم بود. آن همه مشق و جدول ضرب و معلم نامهربان و صدای ماست فروش دوره‌گرد در کوچه. چرا هیچ‌کس نبود که دوستمان داشته باشد؟ ولی بود. بچه گربه‌هایی بودند که شبها، دزدکی توی جامان می‌بردیم. دست‌هامان را می‌لیسیدند و برایمان خُرخُر می‌کردند؛ اما تا غافل می‌شدیم، می‌رفتند و پای بابا را گاز می‌گرفتند و می‌لیسیدند و بابام پرتشان می‌کرد تو حیاط …

## فهرست داستان‌های مجموعه
1. خانهٔ ما
2. دو ماهی در نقلدان
3. بیالون
4. ماهی‌ها و غازها
5. باغچهٔ کوچک
6. بَی
7. ننه جان چه شده؟
8. عموبزرگه
9. بیماری
10. حمام
11. آب‌پاش
12. صلح